# Norbert de Xanten
Norbert de Xanten o de Prémontré o de Magdeburg va ésser un religiós, bisbe de Magdeburg i fundador de l'Orde de Canonges Regulars de Prémontré (anomenats norbertins o premonstratencs). És venerat com a sant per l'Església catòlica.

## Biografia
Nascut al voltant del 1080 a Xanten (Alemanya), a la riba del Rin, era fill d'Heribert, comte de Gennep, relacionat amb la casa imperial alemanya, i de Hedwig de Guise. Va ser a la cort d'Enric V, on era l'encarregat de distribuir el que es donava per a obres de caritat.
Arran d'un greu accident de cavall, la seva fe es va fer més gran i renuncià al seu lloc a la cort, tornant a Xanten, on va iniciar una vida de penitència, guiat per Con, abat de Siegburg. El 1115, Norbert va fundar l'abadía de Fürstenberg i poc després va ser ordenat sacerdot.

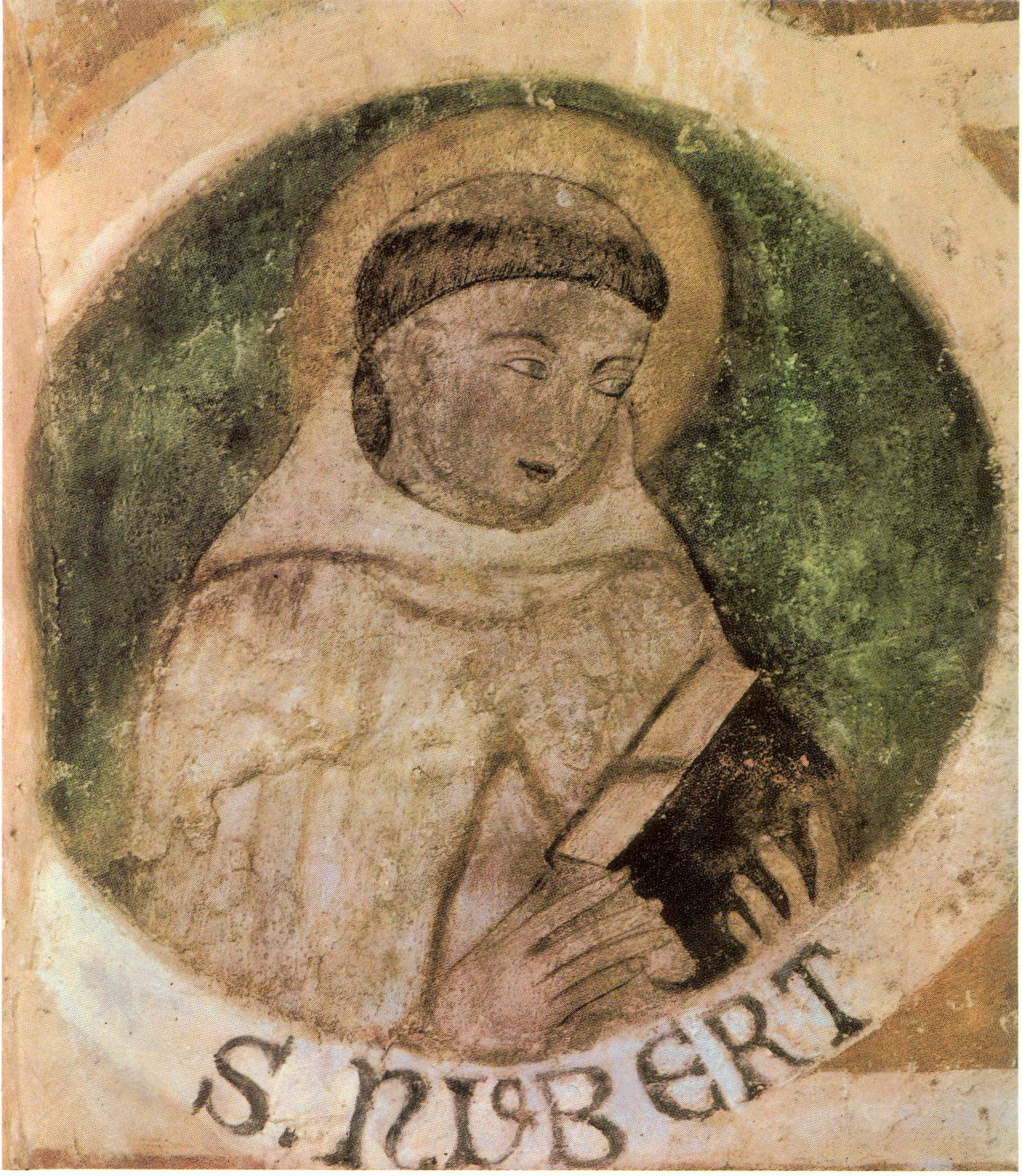
Fresc a San Severo, Orvieto (segle xiv)
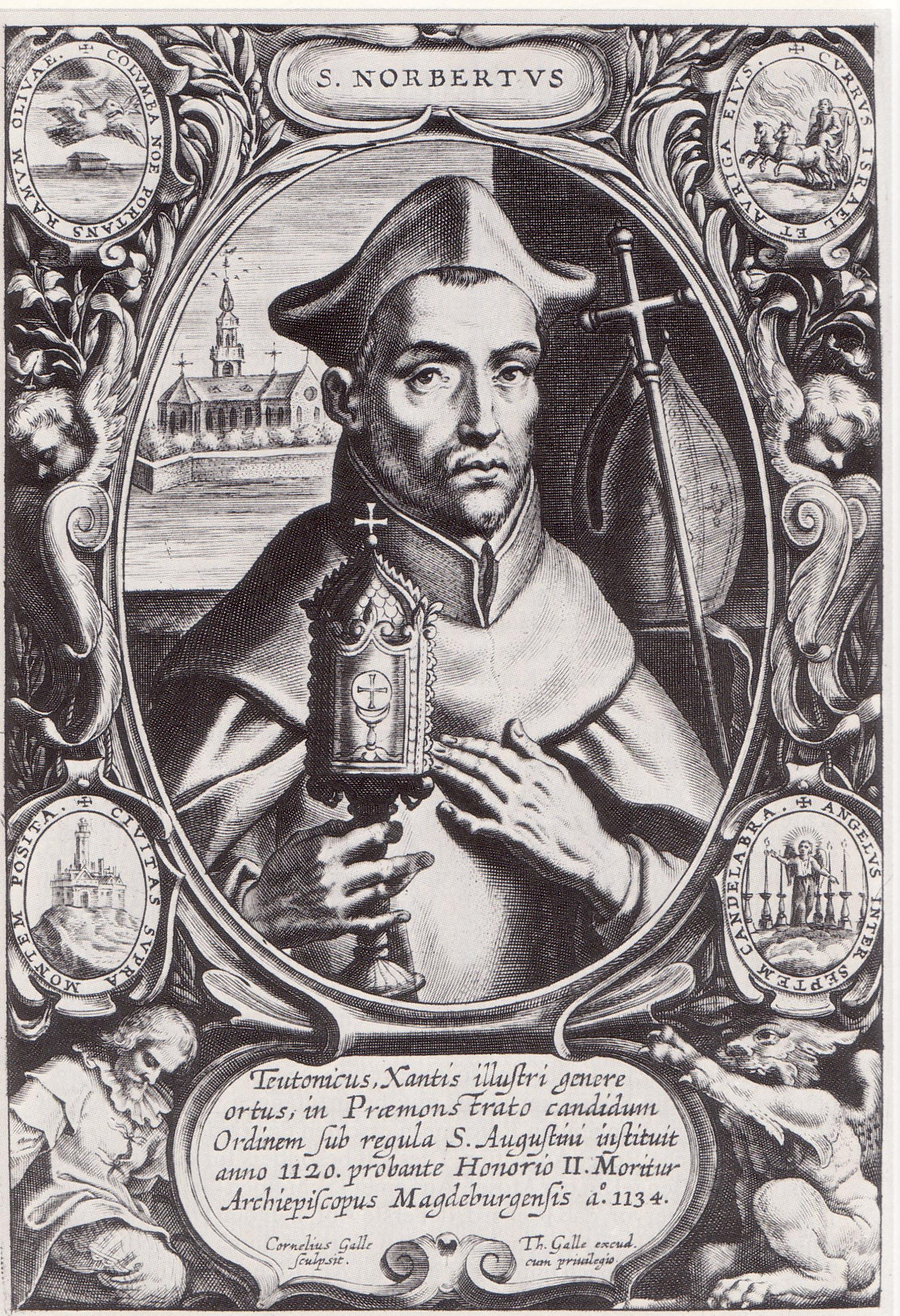
Gravat del sant, 1622
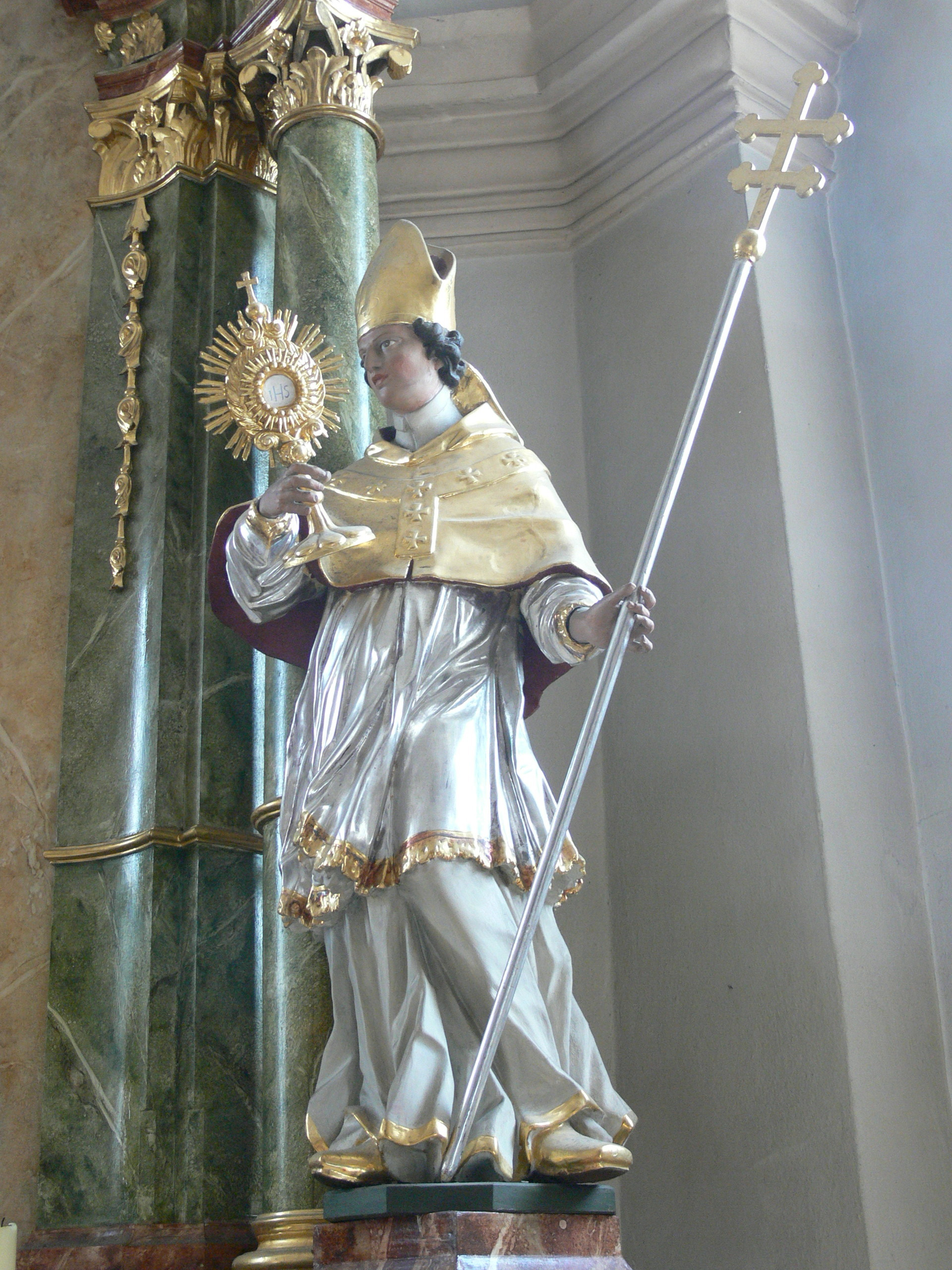
Escultura a St. Ulrich, Ulrichsberg (s.XVIII)

En el Concili de Reims, l'octubre de 1119, el papa Calixt II li demanà de fundar un orde religiós a la diòcesi de Laon. El 1120, Norbert va triar la vall de Prémontré per a fundar-hi l'abadía de Prémontré. L'any següent, la comunitat ja tenia 40 membres i en 1126 el papa Honori II aprovà la constitució de l'orde.
Arquebisbe de Magdeburg (1126), intervingué en la condemna de Pere Abelard i en la reposició d'Innocenci II. Lluità contra la simonia i la intervenció laica en l'Església. Norbert va morir a Magdeburg el 6 de juny de 1134. Va ser canonitzat per Gregori XIII en 1582.

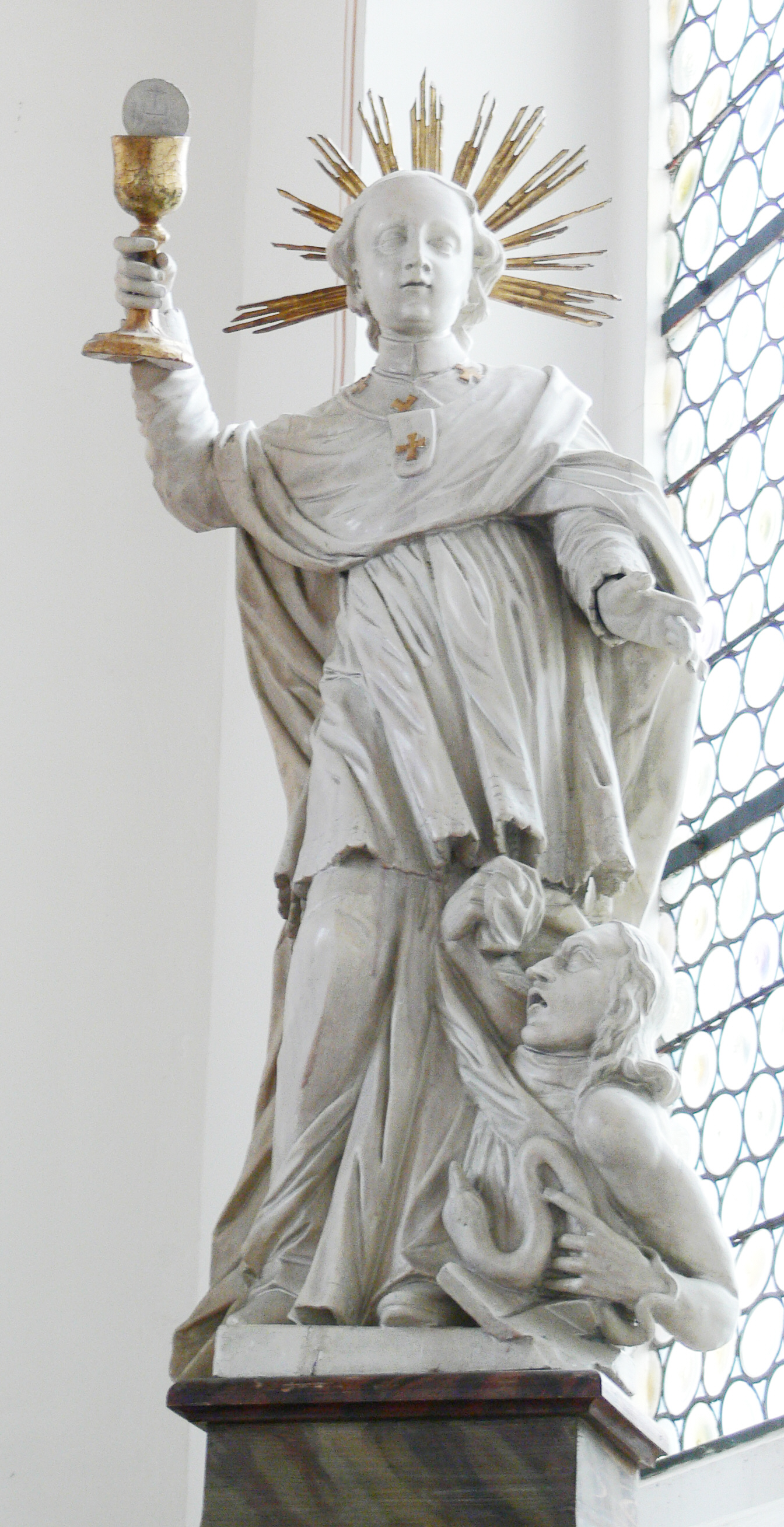
Estàtua a Oberzell (s. XVIII)
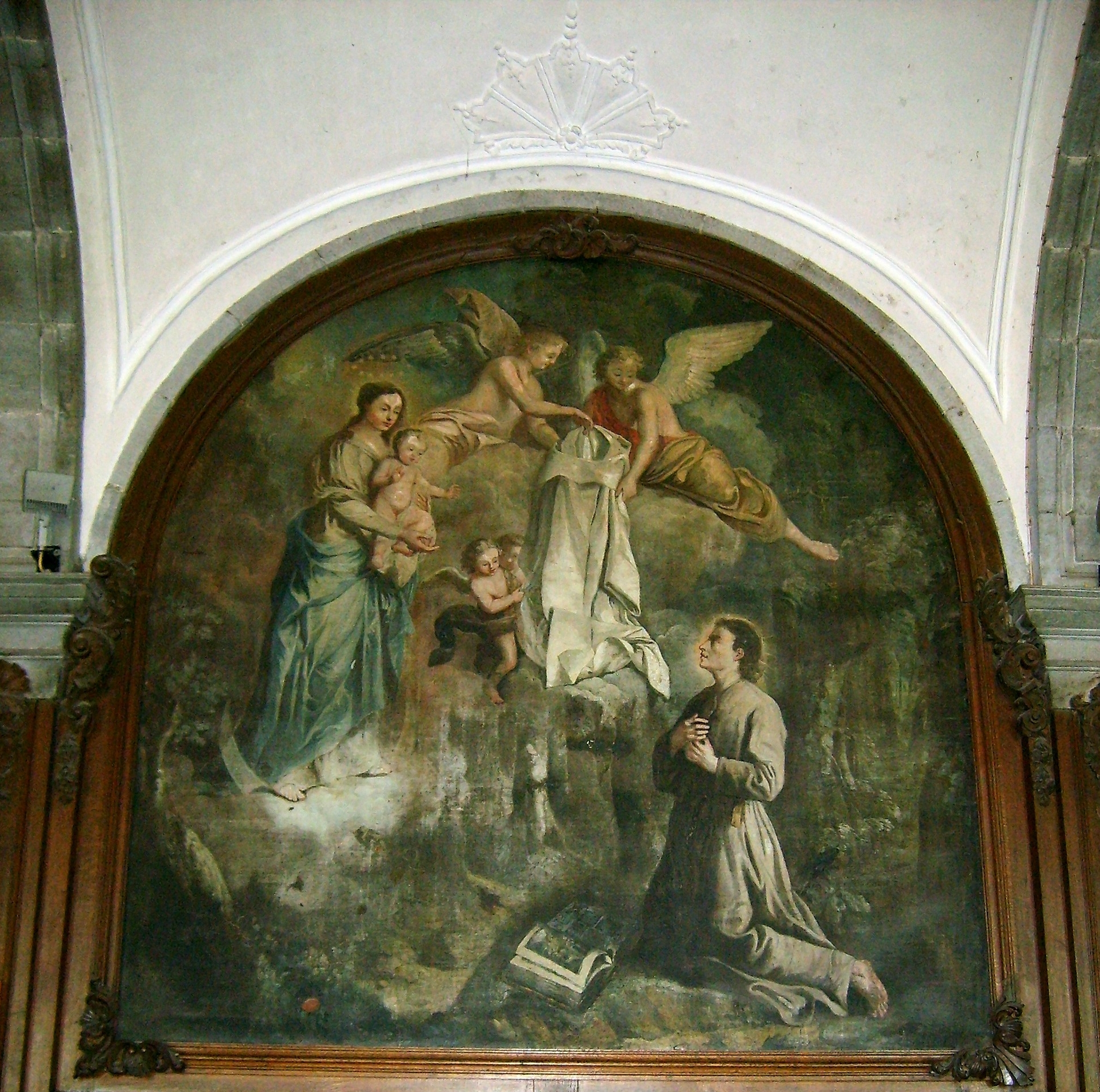
Aparició de la Mare de Déu, per B. Fromont (ca. 1750), a l'abadia de Bonne-Espérance, Vellereille-les-Brayeux (Bèlgica)
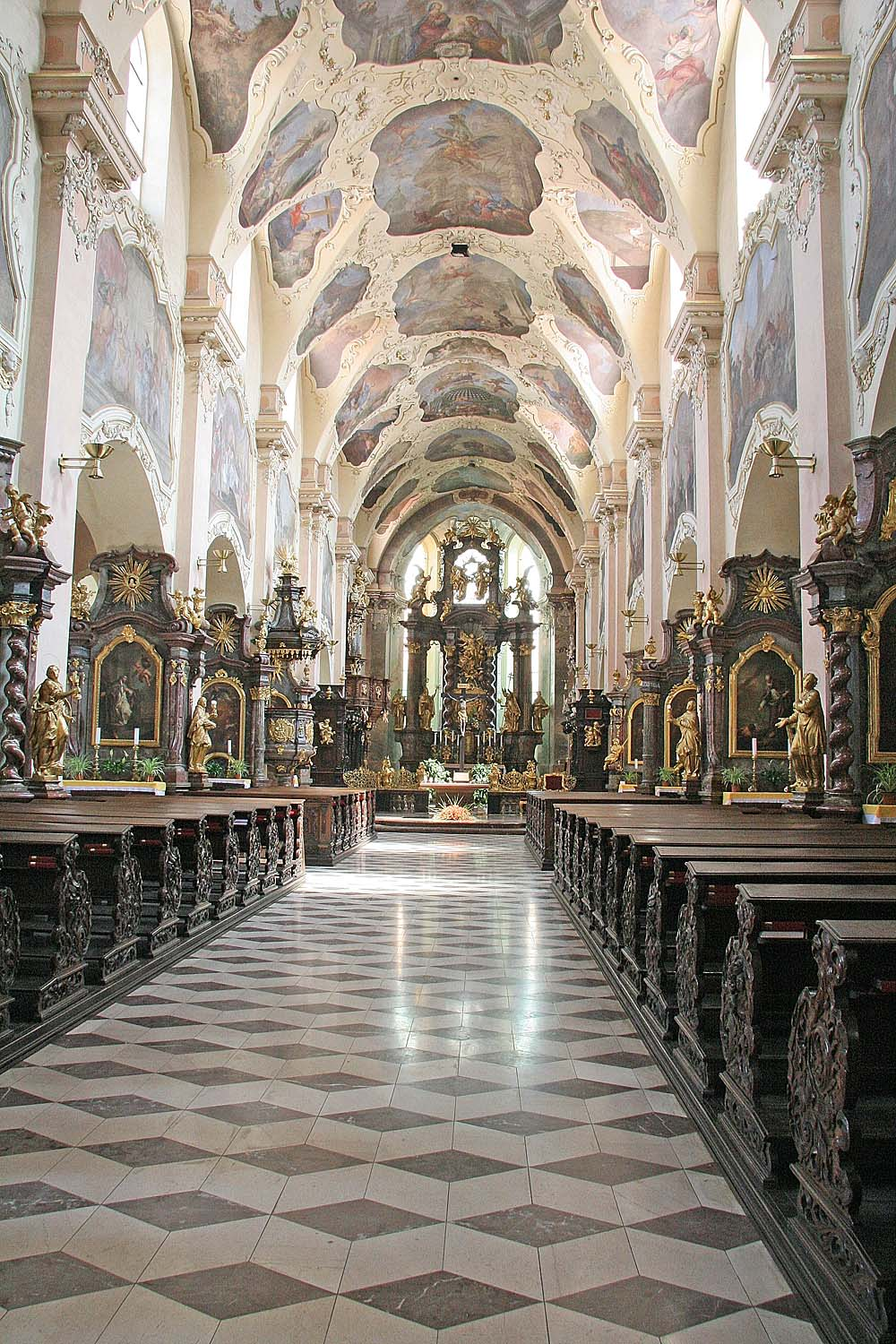
Abadia de Strahov (Praga), amb la tomba del sant